# 吾輩は主婦である
『吾輩は主婦である』（わがはいはしゅふである）は、2006年5月22日から7月14日までTBS系列「愛の劇場」（月 - 金13:00～13:30）で放送されていた日本のテレビドラマ。

## 概要
脚本家の宮藤官九郎とTBSプロデューサー磯山晶がタッグを組み手がけた初の昼ドラマ。主な出演者の斉藤由貴、及川光博、竹下景子は、いずれも昼ドラマ初出演。
2006年度6月ギャラクシー賞月間賞を受賞。またザテレビジョンドラマアカデミー賞で斉藤は主演女優2位、及川は助演男優2位、作品賞3位を獲得。
2014年11月16日より、TBSチャンネルで10話ずつ4週にわたり再放送。

## あらすじ
矢名みどりはごく普通の専業主婦。学生時代のミュージカル研究会の仲間で、レコード会社に勤務する矢名たかしと結婚し、2人の子供・まゆみ（東亜優）とじゅんに恵まれて幸福な生活を送っていた。しかし、たかしが会社を辞めた事がきっかけでビンボー生活に陥り、マンションを引き払って、たかしの母・ちよこ宅に転居。さらにお金のやりくりに頭を悩ませたみどりに、旧千円札の夏目漱石の魂が宿ってしまう。

## キャスト
矢名みどり（37歳） - 斉藤由貴
詩やミュージカルが好きで、子供に優しく、少々妄想癖のある普通の主婦。しかし夫のたかしが仕事を辞め、マンションのローンなど家計のやりくりに気を使いすぎた結果、お守りとして飾っていた旧千円札の中の夏目漱石が乗り移ってしまう。漱石とは正反対で歌が上手く、学生時代に「レ・ミゼラブル」の三次審査まで残ったことがある。家計を助けるため純喫茶「ジャンバルジャン」でパートのウエイトレスとして勤務中。後の主婦作家としてのペンネームは夏目みどり。
矢名たかし（37歳） - 及川光博
レコード会社に勤めていたが、意にそぐわない業務を担当する事に嫌気がさし、本来のミュージカルの劇伴が作りたいという夢を追いかけるため退職を決意する。しかし、一緒に辞めるはずだった会社の先輩があっさり前言撤回し、無職となる。収入の道が途絶えたため止む無く実家に引越し、郵便局に再就職することになる。漱石の乗り移ったみどり（以下「漱石」と略）に終始気をつかっている。このドラマの唯一のツッコミ役。漱石からきつくあたられ、思春期の娘・まゆみに邪険にされてしばしば落ち込む。就寝時のスタイルから漱石に「赤パジャマ」と呼ばれている。
矢名まゆみ（13歳） - 東亜優
みどりとたかしの長女。中学二年生。純粋で心優しい娘だが、家族の劇的な変化につい反抗的な態度を取ってしまうことも。特にたかしに対しては、思春期特有の娘が父親に対して覚える嫌悪感からかなりきつく当たることが多い。清水圭の大ファンで、ファンレターの返事をみどりたちはボーイフレンドからのラブレターと勘違いした。
矢名じゅん（9歳） - 荒井健太郎
みどりとたかしの長男。小学三年生。お母さん思いの優しい息子で、漱石も最初は「バカヅラ」と思っていたが、次第に情が移ってしまった。じゅんも漱石の乗り移ったお母さんを変わらずに慕っている。すみれ先生からは優秀だと高く評価されている。
やすこ - 池津祥子
たかしの幼なじみ。ちよこが営む古本屋・やな書房の向かいで実家のクリーニング屋「洗濯屋やすこちゃん」を代替わりで営んでいる。家事・家業ともすべて夫のひろし任せで、しょっちゅう矢名家に入り浸っており、昼食とお茶はおおむねここで摂る。スナック「ふきでもの」で近所の不良主婦と毎晩酒盛りしている。自称「ワイセツハンターやすこ」。漱石からは密かに「なまはげ」と呼ばれている。
ゆきお - 川平慈英
純喫茶「ジャンバルジャン」の店長。みどりとたかしが学生時代に所属していたミュージカル研究会のOBで二人の先輩。かなりハイテンションな暑苦しい性格で頻繁に学生時代のミュージカルを店内で演じる。善人だが決して思慮深いとは言えず、みどりに漱石が取り憑いていることを信じずに病気と決め付け「大切なのはハートだから」と聊か外れ気味にみどりを元気づけている。バツイチ。漱石からは「薄っぺらな男」と評されている。
ひろし - レッド吉田（TIM）
やすこの夫。高校時代は近所でも有名なヤンキーだったが（ちよこ曰く「錆びたナイフどころでなく、錆びた出刃包丁ほどの威力」があったらしい）、やすこに一目惚れして入り婿の形で結婚し、今ではすっかり丸くなって家事・炊事を完璧にこなし、知恵袋的裏ワザを駆使し漱石を感嘆せしめる。あまりの美味に漱石をうならせたカレーはルー作りの際、玉ねぎを3時間炒める程に本格的である。EDだったが漱石の叱咤激励により回復し、最終回の時点では「週2」だと明かす。家付き娘のやすこに、卑屈と思われるほどに低姿勢でアゴでこき使われる姿から、憤慨した漱石に陰で「でっち」と命名されている。
ゆうた - 谷村拓哉
やすことひろしの一人息子。じゅんと仲が良い。ひろしになついており、やすこが飲み歩きのため数日、麻雀で一週間家を空けても日頃から家事・育児はひろしが一切をこなしているため特に支障はなく、矢名家で父子で夕食をとることも少なくないため一家団欒に不自由することなくすくすくと育っている。
つぼみ - 能世あんな
ジャンバルジャンの店員。アキバ系のメイド服姿で勤務している。「まだまだつぼみのつぼみです」が口癖。髪型は毎回変わる。よく矢名家の人々にきついことを言われ「マスタ～」といって泣きつく。みどりとたかしが在籍していたミュージカル研究会の現役部員。のちに店をやめ、キャバクラで働くが、ゆきおが常連客としてつきまとう。現代風の天然キャラで、漱石には理解し難い部分が多過ぎるため、漱石は彼女を「しゃべるお人形」と思うようにして平静を保っている。
すみれ先生 - 原史奈
じゅんの小学校の担任。じゅんの作文に「まあまあです」という評価を与えて漱石を激怒させた。最初は漱石から「美しいが化粧が濃い」と思われていたが、やがて漱石に惚れられてしまう。
五十嵐コウジ - 坂巻恵介
まゆみの彼氏。まゆみが清水圭に出したファンレターの返事を、みどり達がコウジからのラブレターだと勘違いしたことがきっかけで、以来矢名家の人々からはいつも「清水君」と名前を間違われる。一度まゆみを襲おうとしたため、ちよこから「強姦魔」と呼ばれ、まゆみが心配で仕方がないたかしからは本気で何かとつつかれている。後にチーズケーキを差し入れに矢名家を訪れた際も「強姦見舞いです」と自虐ネタを放つも当然のごとくちよこに睨まれることになる。
小松徹 - 岡田義徳
週刊誌「女性タブン」の編集者。漱石が投稿した文章に注目し、漱石の編集者を自ら買って出た。やがて漱石著の「吾輩は主婦である」の連載担当となる。矢名家の人々から「こまつ」と呼び捨てにされ、留守番や使い走りの雑用も無理やり押し付けられるなど雑に扱われている。埼玉県上尾市出身。
朝野匠（夜しずか） - 高橋一生
デビュー作「キャミソール」が芥川賞を受賞し、100万部を超える大ヒットを記録した人気作家。ペンネームは夜しずか（よる しずか）。みどりたちのマンションを買おうと見学中、創作活動の拠点にしようと居合わせていた漱石に活を入れられ、漱石の書生になる。風貌は本作の脚本家である宮藤官九郎にそっくりで「本人か？」と疑った視聴者も少なくなかった。
※ 演出家の遊び心（アドリブ）で宮藤自身もTVを見て驚いたとのこと。
小暮 - 温水洋一
週刊誌「女性タブン」の編集者。純喫茶「ジャンバルジャン」の常連で、漱石が小説を売り込むも酷評したため、激高した漱石に殴られる（以前にも文豪としての「夏目漱石」について「ただの流行作家」と侮辱ともとれる発言をして殴られた）。のち夏目みどり著「吾輩は主婦である」が単行本として出版された際、雑誌に掲載された紹介記事を書いた。
拓海源太郎　‐　菅原大吉
スピリチュアルカウンセラー。
矢名ももえ - 猫背椿
たかしの妹。18歳で家を出たきり音信不通であった。みどりとたかしが結婚した事を知らせることも出来なかったが、結婚資金目当てに、15年ぶりに矢名家に舞い戻って来たちよことたかしの頭痛の種。駆け落ちを繰り返し、メモがなければ思い出せないほど数々の男性遍歴を重ねてきた。娘が二人いるが、母親としての自覚と責任感がなく漱石に叱責される。聖飢魔IIの信者でかつてミサにも足を運んだほどであり、カラオケの持ち歌に「蝋人形の館」がある。喫煙者。
柴田 - 有吉弘行
ももえの夫。義父としてももえの連れ子と仲良くなるよう努力していたところ、母性よりも自分を構って欲しいももえに矢名家へと逃げられる。しかし漱石の説教でももえは改心し復縁したため、やがてやな書房に一家で住むことに。もともとローソンの店長だったが、たかしが郵便局を辞めた後は、後任として郵便配達をしている。基本的に地味で存在感がなくあまり名前を呼ばれない。
矢名ゆかり- 山口真璃亜
ももえの娘。中学生。明るい茶髪に染めている。
矢名めぐみ- 豊田聖亜
ももえの娘。小学生。明るい茶髪に染めている。
みな子 - 宮地雅子
ゆきおの元妻。ジャンバルジャンでのミュージカル「つぼみが花咲くとき」のラストシーンで熱唱するも、歌詞の内容に反してヨリは戻さず。26話と35話のみ登場。
中島 - 桐谷健太
CM制作会社のスタッフ。たまたま通りかかった漱石を普通の主婦だと思ってスカウトし、新発売の食器用洗剤「ファミリーツルット」のCMに出演させる。「ちょっといいスかぁ？」「さーせーん（すいません）」という口調が特徴。上司から「バカ島」と呼ばれている。食器用洗剤の後は再び偶然通りかかった漱石と遭遇し、今度はシャンプーCMに出演させる。
飯堀 - 尾美としのり
ミュージカル演出家。かつてはたかしと仕事をしていた先輩。新人歌手に手をつけたことがきっかけで異業種に転職するが、あるハプニングによりミュージカルの世界に戻る。役名の由来は宮藤の脚本によるドラマ『マンハッタンラブストーリー』で尾美本人が演じた井堀真彦（愛称：イボリー）というキャラクターのもじり。
根本 - 宍戸美和公
やな書房の近所の惣菜屋のおかみ。やな書房に入り浸って茶飲み話に花を咲かせている。ヤン様のファン。
鈴木 - 青木和代
やな書房の近所の魚屋のおかみ。ご近所茶飲み話グループのメンバー。ヤン様のファン。
小森 - 三鴨絵里子
やな書房の近所の豆腐屋のおかみ。ご近所茶飲み話グループのメンバー。ヤン様のファン。
郵便局長 - 不破万作
たかしが働く郵便局の局長。たかしの亡父の同僚で、ちよこが勝手に送った履歴書を受け取り、強引にたかしの採用を決めた。週刊誌付属の袋とじが好き。
刑事- 半海一晃
空き巣騒ぎの際に現場検証のため矢名家を訪れる。
尾形 - 小野武彦
ちよこの亡夫の友人。以前は下宿屋を営んでいた矢名家に下宿していたのが、当時学生だった亡夫と尾形であった。ある日、尾形が矢名家を来訪して以来、ちよこの様子が一変する。脂性肌の外見からちよこから陰で「角煮」と呼ばれている。
小沢昭一郎 - 鈴木ヒロミツ
みどりの実父。外交官としてイギリス大使館に勤務。元々みどりとたかしの結婚に反対していたため、みどりを連れ戻しに来日する。
ナレーション（みどりに憑依した夏目漱石の声） - 本田博太郎
「吾輩は猫である」を連載中の37歳の漱石。自分のことを「吾輩」と呼び、かなり横柄な性格をしている。現代文明にいちいち驚き、自分の小説がすでに出版されていることを知って愕然としてしまう。しかし現代人との生活を経て主婦として生きることを決意し、文豪の目線で主婦の生態を描く小説・「吾輩は主婦である」を執筆する。甘いものに目がなく、よく釣られる。
※ 漱石の妄想シーンに出てくる若き日の夏目漱石を、TBSアナウンサーの安住紳一郎が演じている（脚本上の役名は「超二枚目」）。
※ 最終回では本田博太郎が、墓地（雑司ヶ谷霊園）の管理人として出演
矢名ちよこ - 竹下景子
たかしの母親。都内の商店街（早稲田周辺にある架空の商店街）で古書店「やな書房」を営む。夫は郵便局に勤めていたが、15年前に亡くなっている。かなり天然な性格で、みどりに漱石が乗り移ってもあまり緊張感がなく、たかしによく注意される。趣味はウォーキング。韓流スターのペ・ヤングン（ヤン様）の大ファン。みどりとは仲が良く「文学嫁」「嫁詩人」「歌嫁」「嫁1グランプリ」など、よく持ち上げる。ラジオロケ中の毒蝮三太夫から「ババア！」と言われ、ショックを受け号泣する。感激屋のため漱石から「泣き女」と呼ばれている。

## 主題歌
「家庭内デート」-やな家（矢名みどり・矢名たかし）
作詞 - 宮藤官九郎 / 作曲 - 富澤タク / 編曲 - 上杉洋史 / 振り付け - 八反田リコ

## サブタイトル
| 各話   | サブタイトル | 放送日        | 演出       | 演出補                     |
| ------ | ------------ | ------------- | ---------- | -------------------------- |
| 第1話  | みどり       | 2006年5月22日 | 高成麻畝子 | 酒井昌男 川嶋龍太郎        |
| 第2話  | たかし       | 2006年5月23日 | 高成麻畝子 | 酒井昌男 川嶋龍太郎        |
| 第3話  | ちよこ       | 2006年5月24日 | 高成麻畝子 | 酒井昌男 川嶋龍太郎        |
| 第4話  | まゆみ       | 2006年5月25日 | 高成麻畝子 | 酒井昌男 川嶋龍太郎        |
| 第5話  | じゅん       | 2006年5月26日 | 高成麻畝子 | 酒井昌男 川嶋龍太郎        |
| 第6話  | ひみつ       | 2006年5月29日 | 坪井敏雄   | 川嶋龍太郎                 |
| 第7話  | おさつ       | 2006年5月30日 | 坪井敏雄   | 川嶋龍太郎                 |
| 第8話  | むすこ       | 2006年5月31日 | 坪井敏雄   | 川嶋龍太郎                 |
| 第9話  | ぎわく       | 2006年6月1日  | 坪井敏雄   | 川嶋龍太郎                 |
| 第10話 | もどる       | 2006年6月2日  | 坪井敏雄   | 川嶋龍太郎                 |
| 第11話 | はいく       | 2006年6月5日  | 木村政和   | 川嶋龍太郎                 |
| 第12話 | ぱあと       | 2006年6月6日  | 木村政和   | 川嶋龍太郎                 |
| 第13話 | やすこ       | 2006年6月7日  | 木村政和   | 川嶋龍太郎                 |
| 第14話 | ひろし       | 2006年6月8日  | 木村政和   | 川嶋龍太郎                 |
| 第15話 | めざめ       | 2006年6月9日  | 木村政和   | 川嶋龍太郎                 |
| 第16話 | すみれ       | 2006年6月12日 | 高成麻畝子 | 川嶋龍太郎                 |
| 第17話 | コウジ       | 2006年6月13日 | 高成麻畝子 | 川嶋龍太郎                 |
| 第18話 | きけん       | 2006年6月14日 | 高成麻畝子 | 川嶋龍太郎                 |
| 第19話 | マニア       | 2006年6月15日 | 高成麻畝子 | 川嶋龍太郎                 |
| 第20話 | あきす       | 2006年6月16日 | 高成麻畝子 | 川嶋龍太郎                 |
| 第21話 | ももえ       | 2006年6月19日 | 坪井敏雄   | 川嶋龍太郎                 |
| 第22話 | しまい       | 2006年6月20日 | 坪井敏雄   | 川嶋龍太郎                 |
| 第23話 | おがた       | 2006年6月21日 | 坪井敏雄   | 川嶋龍太郎                 |
| 第24話 | ふざい       | 2006年6月22日 | 坪井敏雄   | 川嶋龍太郎                 |
| 第25話 | だれだ       | 2006年6月23日 | 坪井敏雄   | 川嶋龍太郎                 |
| 第26話 | ゆきお       | 2006年6月26日 | 川嶋龍太郎 | 木村政和                   |
| 第27話 | ねがい       | 2006年6月27日 | 川嶋龍太郎 | 木村政和                   |
| 第28話 | マンガ       | 2006年6月28日 | 川嶋龍太郎 | 木村政和                   |
| 第29話 | しずか       | 2006年6月29日 | 川嶋龍太郎 | 木村政和                   |
| 第30話 | サイン       | 2006年6月30日 | 川嶋龍太郎 | 木村政和                   |
| 第31話 | おざわ       | 2006年7月3日  | 高成麻畝子 | 木村政和                   |
| 第32話 | わかれ       | 2006年7月4日  | 高成麻畝子 | 木村政和                   |
| 第33話 | じぶん       | 2006年7月5日  | 高成麻畝子 | 木村政和                   |
| 第34話 | みのり       | 2006年7月6日  | 高成麻畝子 | 木村政和                   |
| 第35話 | いつう       | 2006年7月7日  | 高成麻畝子 | 木村政和                   |
| 第36話 | ちがう       | 2006年7月10日 | 坪井敏雄   | 木村政和                   |
| 第37話 | てがみ       | 2006年7月11日 | 坪井敏雄   | 木村政和                   |
| 第38話 | おうち       | 2006年7月12日 | 坪井敏雄   | 木村政和                   |
| 第39話 | からだ       | 2006年7月13日 | 坪井敏雄   | 木村政和                   |
| 第40話 | こころ       | 2006年7月14日 | 坪井敏雄   | 大澤祐樹 渡部篤史 飯田和孝 |

## スタッフ
- 脚本・タイトル題字：宮藤官九郎
- 音楽：福島祐子
- 音楽プロデューサー：志田博英
- 技術：細野克雄
- カメラ：山中敏康、出口朝彦、南谷浩之、青木伸介
- CA：砂田大樹、益子朋美、小柳敏宏
- VE：木部伸一郎
- 照明：佐川司、浅田和男、東海林毅、紺野淳一、米川史朗、小林敦
- 音声：小岩英樹、玉川省一、伊藤翔一、渡辺学、山田卓爾
- サウンドデザイン：北澤寛之
- CG：成田純子
- オフライン編集：清水正彦、落合英之
- ライン編集：稲岡靖、吉岡裕美
- MA：村田昌栄、田村陽介
- 美術プロデューサー：芝田正
- 美術デザイン：青木ゆかり、船山和歌子
- 美術制作：高橋達也
- 装置：岡野浩典
- 操作：田中裕二、前田幸信、橋本哲則
- 装置：徳田圭次、山本直樹、柳田栄一
- コスチューム：早船光則、鈴木郁美
- スタイリスト：西ゆり子、吉崎泰子
- ヘアメイク：倉本〆子、竹間美幸
- 持道具：高橋貴恵
- 植木：兵頭二郎
- 建具：宇野景治郎
- 電飾：井上昇
- 車両：アイ･ディー･エー
- 劇用車：LAカンパニー
- 音楽コーディネイト：溝口大悟
- 番組宣伝：青山仁美
- スチール：下平知子
- インターネット担当：内久根舞
- プロデュース補：島崎敏樹
- 演出補：酒井昌男、川嶋龍太郎、木村政和、大澤祐樹、渡部篤史、飯田和孝
- 記録：巻口恵美
- 制作担当：中川和則
- 制作進行：明石吉史
- ポストプロ担当：海野巨人
- 番組デスク：小澤道子
- 制作プロデューサー：小池唯一
- プロデューサー：磯山晶
- 演出：高成麻畝子、坪井敏雄、木村政和（ペ･ヤングン役）、川嶋龍太郎
- 協力：東通、アックス、緑山スタジオ・シティ
- 音楽協力：日音
- 制作協力：泉放送制作
- 製作著作：TBS